# George Melachrino
George Melachrino (ur. 1 maja 1909, zm. 18 czerwca 1965) – angielski kompozytor i dyrygent pochodzenia greckiego.

## Filmografia
muzyka
- 1946: Appointment with Crime
- 1948: House of Darkness
- 1954: April in Portugal
- 1957: A Day in Trinidad, Lang of Laughter

## Wyróżnienia
Posiada swoją gwiazdę na Hollywoodzkiej Alei Gwiazd.